# 魔法少女大戦
『魔法少女大戦』（まほうしょうじょたいせん、MAGICA WARS）は、『2.5次元てれび』が展開していたメディアミックス型コンテンツ。

## 概要
日本全国47都道府県の「ご当地魔法少女」達が、「マガツヒ」と呼ばれる存在と戦い活躍する作品。それぞれにペット（使い魔）がいる。
2012年にイラスト投稿サイト「pixiv」にてイラストの募集が開始され、この中の優秀作が下述のゲーム作品などに登場する。以降、アプリやゲーム、テレビアニメにも進出する。同社企画の「Pixiv Zingaro」で作品展示が行われていた。
2.5次元てれびが主業務としていたインターネットテレビは2013年末で休止したが、2015年の2.5次元テレビのサービス終了までは引き続きプロデュースしていた。

## 登場人物
原則として魔法少女とペットの声は、それぞれ割り当てられている守護地域と同じ出身地の声優が担当している（富山県など、一部例外がある）。
更にテレビアニメ版では、マガツヒを始めとしてEpisode毎に登場する他のキャラクターなどの声も含め原則として舞台となる各地域と同じ出身地の声優で揃えるなど方針が徹底されている（これも、一部例外がある）。

### テレビアニメ & ZANBATSU登場
榊天音（さかき あまね）
声 - 池澤春菜
ゲーム版「ZANBATSU」の主人公で、記憶喪失。テレビアニメでは最終話に登場し「神殺し」を名乗る。
パートナー ： 山田（やまだ）
声 - 浪川大輔
主人公の御先神。語尾は「-ッス」。

稲田真姫（いなだ まき）
声 - 加藤英美里
謎の魔法少女。
戎子紫兎（えびすしと）
声 - 秦佐和子
SHOP店員。テレビアニメでは予告ナレーションを担当していたが15話まで明かされなかった。
フラワースノウ
声 - 水橋かおり
北海道の魔法少女。本名、北野コマコ（きたの コマコ）。
白鳥音緒（しらとり ねお）
声 - 三上枝織
青森県の魔法少女。
雪（ゆき）
声 - 仲谷明香
岩手県の魔法少女。
或辺とぴこ（あるべ とぴこ）
声 - 浅野真澄
秋田県の魔法少女。
青葉鳴子（あおば なるこ）
声 - 荒川美穂
アニメ版の主人公、宮城県の魔法少女。テレビアニメ・エピソード1に登場。封具はこけし型メイス・谷風。
- 「さんさ時雨に 袖濡らし 名高き月を まつしまの 光彩陸離 導き賜えと かしこみ、かしこみもーす!」

パートナー ：　タケスズメ
声 - 山寺宏一
丸っこい巨大雀。普通の人には見えない。やや暑苦しい。

紅雪油姫（こうせつ ゆき）
声 - 遠藤綾
山形県の魔法少女。本名、赤葉優花菜（あかば ゆかな）。
吾妻モモカ
声 - 伊織有希
福島県の魔法少女。本名、磐城もも（いわき もも）。
栃野日光（とちのび ひかり）
声 - 茅原実里
栃木県の魔法少女。
プリンセスローズ
声 - 皆川純子
茨城県の魔法少女。本名、結城のばら。
ゆま
声 - 内田彩
群馬県の魔法少女。本名、馬飼つつじ（うまかい つつじ）。
プリンセスサイタマ
声 - 瀬戸麻沙美
埼玉県の魔法少女。本名、埼城玉彩（さいじょう たまめ）。
こばりん
声 - 村川梨衣
東京都の魔法少女。本名、小張凜（こばり りん）。テレビアニメ・エピソード3に登場。
夢で見た謎の魔法少女の姿を追い封印された東京タワーにたどり着く。
- 「清廉小粋に身を写し 浮世彩る魂囃子（Oh Yeah!）（Yeah!）（Yeah!）春風駘蕩 紡ぎたまえと かしこみかしこみもーす!!!」

パートナー ： モ助（もすけ）

声 - 新井里美
爺臭い言動をする鳥。
葉桜千（はざくら せん）
声 - 徳井青空
千葉県の魔法少女。
港坂・フェリシア・みなも
声 - 藤井ゆきよ
神奈川県の魔法少女。本名、港坂みなも（こうさか みなも）。
プリンセス・エチゴ
声 - 高橋未奈美
新潟県の魔法少女。本名、越後いちこ（えちご いちこ）
キト・ホタルイ
声 - 劉セイラ
富山県の魔法少女。本名、蛍井かりん（ほたるい かりん）。
川中島信濃乃（かわなかじま しなのの）
声 - 真田アサミ
長野県の魔法少女。
マジア・フルミネ
声 - 新谷良子
石川県の魔法少女。本名、犬鷲由里（いぬわし ゆり）。テレビアニメ・エピソード4に登場。光学迷彩を備えるなどSF寄りで魔法少女っぽくない。予告ではガッチャマン等呼ばれていた。
- 「天の鼓に 門開き 紅金白銀 綾なして 威風凛然 勇み賜えと かしこみかしこみもーす!!」

パートナー ： ししく
声 - 竹内良太
女子高生好きのワンコ。加賀獅子に変化する事ができる。

シモツキ
声 - 濱頭優
岐阜県の魔法少女。本名、都築重里（つづき しづり）
濱頭はTOKYO MXのテレビ番組『スパルタンMX』でのオーディションで出演が決定している。
魔法少女☆ふくぷく
声 - 斎藤楓子
福井県の魔法少女。本名、越前ふく（えちぜん ふく）。
フウリン
声 - 高森奈津美
山梨県の魔法少女。本名、桃山湖衣（ももやま こい）。
浅間まつり（せんげん まつり）
声 - 南條愛乃
静岡県の魔法少女。テレビアニメ・エピソード2に登場。遺跡が趣味のパパ（CV：蓮岳大）の影響で土器好き。実家は神社。
- 「三保の羽衣 たなびかせ 日ノ本のぞむ ふじやまの 旭日昇天 照らし賜えと かしこみ、かしこみもーす!」

パートナー ： トロ
声 - 岩田光央
神の使いであるミサキで、登呂遺跡から発掘され、まつりによって右腕のみの姿で復活した。口調がチャラい。

I@ちくりん
声 - 持月玲依
愛知県の魔法少女。本名、竹原りん（たけはらりん）。
マジカル三重県（トリプル）
声 - 小松未可子
三重県の魔法少女。本名、神木鈴花（かみき すずか）。テレビアニメ・エピソード5に登場。
- 「万の想い 旅重ね 天照る千里 伊勢の先 獅子奮迅 奔り賜えと かしこみ、かしこみもーす!」

パートナー ： エビゾウ
声 - 千葉繁
実況中継もするおしゃべりな海老。マジカル三重県専用バイク「エビゾウ爆走モード」にチェンジできる。

しゃくなげ
声 - 大倉菜花
滋賀県の魔法少女。本名、淡海きのえ（おうみ きのえ）
2014年4月22日から『魔法少女大戦 ZANBATSU』に参戦した魔法少女の1人だが、そのことを紹介したテレビアニメ第3話初放送時の宣伝テロップでは、彼女の代わりに誤って沖縄（CV：国仲泰絵）が紹介されるというハプニングがあった。
近衛めぶき（このえ めぶき）
声 - 小岩井ことり
京都府の魔法少女。テレビアニメ・エピソード7に登場。漫画『カラスマ0条探題』では主人公。
パートナー ： おあげさん
声 - 西口杏里沙
白狐。

阪本たまえ（さかもと たまえ）
声 - 清都ありさ
兵庫県の魔法少女。
フジワラノフヒコ
声 - 白石涼子
奈良県の魔法少女。本名、藤原ふひ子（ふじわら ふひこ）。
プリンセスさくら
声 - 植田佳奈
大阪府の魔法少女。本名、御堂さくら（みどう さくら）。
南海魔導まりんブルー
声 - 雨宮夕夏
和歌山県の魔法少女。本名、白良浜きの（しららはま きの）。
ゆた
声 - 大谷理美
鳥取県の魔法少女。本名、三朝千代（みあさ ちよ）。
スサノヒメ
声 - あんどうさくら
島根県の魔法少女。本名、国引ちとせ（くにびき ちとせ）。
吉美姫
声 - 金元寿子
岡山県の魔法少女。本名、桃村すずめ（ももむら すずめ）。
メイプル
声 - 佐藤利奈
広島県の魔法少女。本名、輪島灯寧（わじま あかね）。
ナツミ
声 - 原田ひとみ
山口県の魔法少女。本名、満天夏美（まんてん なつみ）。
玉藻かのか（たまも かのか）
声 - 葵ひびき
香川県の魔法少女。
マナヒメ
声 - 大久保瑠美
愛媛県の魔法少女。本名、姫野せとか（ひめの せとか）
マジカルヴァーチュ
声 - 湯浅かえで
徳島県の魔法少女。本名、白鷺沙羅（しらさぎ さら）。
イザナギダイオウ
声 - 冨岡美沙子
高知県の魔法少女。本名、剣ものべ（つるぎ ものべ）。
星野うめ（ほしの うめ）
声 - 田村ゆかり
福岡県の魔法少女。
吉野ヶ里さが子
声 - 橋本啓子
佐賀県の魔法少女。本名、吉野沙也香（よしの さやか）。
神代雨子（かみしろ あめこ）
声 - 南里侑香
長崎県の魔法少女。
ケムリ
声 - 新藤若菜
大分県の魔法少女。本名、緑湯けむり（みどりゆけむり）。
koebu声優オーディションで魔法少女部門グランプリ受賞し出演が決定。
ヒムカ
声 - 綾瀬有
宮崎県の魔法少女。本名、天野ヒムカ（あまの ヒムカ）。
れん
声 - 寺崎裕香
熊本県の魔法少女。本名、有明煉華（ありあけ れんか）。テレビアニメ・エピソード6に登場。
あまり喋らず融通が利かない性格で部活の友人と疎遠になりかけるが、マガツヒとの戦いの後和解する。
- 「八重の霞にやすらひて 晴れにし先の朧火よ 精励恪勤 誘いたまえと かしこみかしこみもーす!」

パートナー ： 笑空（えくう）
声 - 山口勝平
紫の怪獣のような姿をしている。

ハヤメ
声 - 赤﨑千夏
鹿児島県の魔法少女。本名、鹿地隼芽（かじ はやめ）。
MANA（マナ）
声 - 国仲奏絵
沖縄県の魔法少女。本名、比嘉愛美（ひか まなみ）。

### Lock On!登場
『Lock On!』プレイヤーキャラ。『ZANBATSU』では6人が闇堕ちしたことが語られている。
魔法少女ルイ
声 - 清都ありさ
北海道、東北エリアの魔法少女。本名、白河越ルイ。
ペット - 北の谷のカモシカ（モカちゃん）

魔法少女マナ
声 - 村川梨衣
関東エリアの魔法少女。本名、来栖まなか。
ペット - てぶよ

魔法少女スズテン
声 - 佐藤杏奈
中部エリアの魔法少女。本名、水谷優良。
ペット - オムコ

魔法少女ヨシノ
声 - 持月玲依
近畿エリアの魔法少女。本名、西本よしの。
ペット - 和神

魔法少女マリーナ
声 - 冨岡美沙子
中国・四国エリアの魔法少女。本名、島波佐和子。
ペット - シノブ

魔法少女サードニクス
声 - 綾瀬有
九州・沖縄エリアの魔法少女。本名、天草瑠璃。ZANBATSU第十五章では、闇堕ちした敵として登場。
ペット - ランたん

### TACTICS登場
『TACTICS』に登場。
- 北海道/東北エリア

北海道・北野コマコ
御先神 - ざぶとん
青森県・白鳥音緒
御先神 - ためのぶ
岩手県・星巡
御先神 - 夜鷹さん
宮城県・青葉鳴子
御先神 - タケスズメ
秋田県・稲蔵まい
御先神 - おにけん
山形県・赤葉優花菜
福島県・磐城もも
御先神 - べぇさん
- 関東エリア

茨城県・笠間澪
御先神 - ひばりん
栃木県・栃野日光
御先神 - まるり
群馬県 - 馬飼つつじ
御先神 - トーマ
埼玉県・埼城玉彩
御先神 - シラコ
千葉県・葉桜千
御先神 - いわっさん
東京都・小張凛
御先神 - モ助
神奈川県・港坂みなも
御先神 - ペリレイさん
- 中部エリア

新潟県・越後いちこ
御先神 - サド
富山県・蛍井かりん
御先神 - チョウさん
石川県・犬鷲由里
御先神 - ししく
福井県・越前ふく
御先神 - えちぷく
山梨県・桃山湖衣
御先神 - モモコ
長野県・川中島信濃乃
御先神 - そばたつ
岐阜県・一岐ひだり & みのり
御先神 - 花牛丸
静岡県・浅間まつり
御先神 - トロ
愛知県・天下統
御先神 - ノブナガさん
- 近畿エリア

京都府・西園寺みやこ
御先神 - センジー
大阪府・水瀬弥菜
御先神 - もろぞう
兵庫県・鵠ほたる
御先神 - ルーミィ
滋賀県・淡海きのえ
御先神 - にお師匠
奈良県・藤原ふひ子
御先神 - アシュラBOY
和歌山県・白良浜きの
御先神 - ミカエル
三重県・神木鈴花
御先神 - エビゾウ
- 四国エリア

徳島県・栖立鳴海
御先神 - ひーさん
香川県・玉藻かのか
御先神 - 百輔
愛媛県・姫野せとか
御先神 - こじょろー
高知県・剣ものべ
御先神 - かつお犬
- 沖縄/九州エリア

福岡県・星野うめ
御先神 - どんた
佐賀県・吉野沙也香
御先神 - ムッティ
長崎県・神代雨子
御先神 - もものすけ
熊本県・有明煉華
御先神 - 笑空（えくう）
大分県・竹取橙香
御先神 - ユキチ
宮崎県・天野ヒムカ
御先神 - はにぃくん
鹿児島県・鹿地隼芽
御先神 - てんがね
沖縄県・比嘉愛美
御先神 - あ & うん

### その他
ずんだ
声 - 冨岡美沙子
アニメ・宮城県編のマガツヒ。
秋保美里
声 - 佐藤奏美
青葉鳴子の友人。
コレジャナイロボ
アニメ・静岡県編のマガツヒ。
雨切レイ
声 - 三森すずこ
アニメ・東京都編登場。凜の夢の中で出てきた謎の魔法少女で、現実世界にも闇堕ちした魔法少女（マガツキ）として現れる。東京タワーとスカイツリーを模したランスを使う。京都府編にも登場し「リビィ」というマガツヒを従え、折鶴を操る。
元は東京で戦っていた魔法少女だったが、戦いの余波で他人を傷つけてしまい落ち込んだ時に、元御先神のリビィによって闇堕ちする。
祖母
声 - 佐藤はな
第7話登場。
祖母の友人
声 - やのあんな
第7話でゲスト出演。
闇鍋会
第8話登場。地下にいたフードを被った人達。
雉川（きじかわ）
声 - 川原慶久
石川編に登場。和傘職人。由里の知り合い。
猿渡（さわたり）
声 - 佐々木義人
石川編に登場。ヤクザ。
加賀獅子マガツヒ
声 - 小山剛志
石川編に登場。
早見蒼太（はやみ そうた）
声 - 小松史法
三重編に登場。鈴花の兄で、オートバイレーサー。しかし成績が伸び悩んでおり、そこをマガツヒに取り憑かれる。
バイクマガツヒ
声 - 後藤ヒロキ
三重編に登場。バイクに憑いたマガツヒ。
九千坊マガツヒ
声 - 浜添伸也
熊本編に登場。謎のおしゃれ河童。れんを悪堕ちさせようとした。
日枝あづき
声 - 池辺久美子
京都編に登場。異種類物担当。
一口（いもあらい）
声 - 中西尚也
京都編に登場。あづきの上司。
おたべっち
声 - 冨岡美沙子
京都編に登場。おたべのマガツヒ。
八雲陽那
声 - 冨岡美沙子
島根編に登場。流れ星にハンバーグが食べたいと祈った少女。

## ゲーム

### アプリ

#### 魔法少女大戦 Lock On!
iOS向けアプリとなるシューティングゲーム『魔法少女大戦 Lock On!』が2013年12月20日にGALATよりリリース。2015年1月13日にサービス終了。

#### 魔法少女大戦 TACTICS
DMM.comよりスマートホン向け戦略シミュレーションゲーム『魔法少女大戦 TACTICS』として2014年1月28日にリリース。2014年7月4日にはバージョン2.0の配信開始。それに合わせてブラウザゲームとしても稼働している。
2015年3月31日をもってDMMブラウザ版が終了。2015年3月27日よりiOS版が配信、2016年1月29日にサービスが終了。android版は当初、2015年4月中旬を予定していたが延期告知されたまま未配信となった。

### コンシューマゲーム
PS Vita用ソフト『魔法少女大戦 ZANBATSU』として2014年3月27日にGALATよりリリース。ダウンロード版のみで、基本プレイは無料となる。2015年12月22日にサービス&サポート終了したが、最終バージョンアップパッチ適応でサービス終了後も一部機能制限付きでゲームプレイが可能となっている。

### トレーディングカードゲーム
SILVERBLITZ&pixivより『ヒーローズプレイスメント エピソード魔法少女大戦』として発売。2014年6月27日にスターター&ブースター発売。

### 食玩カード
2014年6月10日よりバンダイキャンディ事業部より『魔法少女大戦ウエハース』が発売。全47種+シークレット1種。

## テレビアニメ
2014年4月から9月までTOKYO MX、BS11にて、5分枠の短編アニメとして放送された。アニメオリジナルのストーリーで、マガツヒと戦う魔法少女たちをオムニバス形式で各エピソードに分けてコミカルに描く。
アニメーション制作はGAINAXが担当。オープニングでは制作スタッフの出身都道府県も紹介されている。

### スタッフ
- 原作・企画 - 松井健、伊藤桃香（2.5次元てれび） / GAINAX
- 監督 - 大野木彩乃
- キャラクターデザイン - 川元まりこ
- キャラクター原案 - 山口カエ、クロサワテツ、おちゃう、アオジ、吟、もちきん、TNSK
- マガツヒデザイン - 品川宏樹[7]
- 総作画監督 - 清丸悟[7]
- 脚本 - 兵頭一歩
- 美術監督 - 小宮智彦[7]
- 美術設定・ボード - 平間由香
- イメージボード - 上田バロン
- 色彩設定 - のぼりはるこ
- CG監督 - 川尻将由[7]
- 撮影監督 - 口羽毅[7]
- 編集 - 松原理恵
- 音響 - 小泉紀介（神南スタジオ）
- 音楽 - Hiroshi Watanabe
- 企画協力 - YTE
- プロデューサー・企画 - アサオヨシノリ
- アニメーションプロデューサー - 清原良太
- アニメーション制作 - GAINAX
- 製作 - 2.5次元てれび、GAINAX

### 主題歌
オープニングテーマ「オール・オーヴァー」
作詞・作曲・編曲 - kz / 歌 - livetune adding やのあんな

### 各話リスト
| 話数 | サブタイトル                      | サブタイトル                  | 絵コンテ   | 演出            | 作画監督                                |
| ---- | --------------------------------- | ----------------------------- | ---------- | --------------- | --------------------------------------- |
| 1    | Episode 1 宮城県 青葉鳴子の場合   | 第一幕                        | 大野木彩乃 | 大野木彩乃      | 清丸悟、木野下澄江 鯉川慎平             |
| 2    | Episode 1 宮城県 青葉鳴子の場合   | 第二幕                        | 大野木彩乃 | 大野木彩乃      | 清丸悟、木野下澄江 長谷川哲也、鯉川慎平 |
| 3    | Episode 1 宮城県 青葉鳴子の場合   | 第三幕                        | 大野木彩乃 | 大野木彩乃      | 長谷川哲也                              |
| 4    | Episode 2 静岡県 浅間まつりの場合 | 第一幕                        | 大町生     | 池田智美        | 星野玲香                                |
| 5    | Episode 2 静岡県 浅間まつりの場合 | 第二幕                        | 大町生     | 池田智美        | 星野玲香                                |
| 6    | Episode 2 静岡県 浅間まつりの場合 | 第三幕                        | 大町生     | 池田智美        | 星野玲香                                |
| 7    | Episode 3 東京都 小張凛の場合     | 第一幕                        | 井畑翔太   | 井畑翔太        | 大村将司                                |
| 8    | Episode 3 東京都 小張凛の場合     | 第二幕                        | 井畑翔太   | 井畑翔太        | 川元まりこ                              |
| 9    | Episode 3 東京都 小張凛の場合     | 第三幕                        | 井畑翔太   | 井畑翔太        | 大村将司                                |
| 10   | Episode 3 東京都 小張凛の場合     | 第四幕                        | 井畑翔太   | 井畑翔太        | 大村将司                                |
| 11   | Episode 4 石川県 犬鷲由里の場合   | 第一幕                        | 長谷川太論 | 長谷川太論      | 星野玲香                                |
| 12   | Episode 4 石川県 犬鷲由里の場合   | 第二幕                        | 長谷川太論 | 長谷川太論      | 星野玲香                                |
| 13   | Episode 4 石川県 犬鷲由里の場合   | 第三幕                        | 長谷川太論 | 長谷川太論      | 長谷川哲也                              |
| 14   | Episode 4 石川県 犬鷲由里の場合   | 第四幕                        | 長谷川太論 | 長谷川太論      | 長谷川哲也                              |
| 15   | Episode 5 三重県 神木鈴花の場合   | 第一幕                        | 大町生     | 大町生          | 諸貫哲朗                                |
| 16   | Episode 5 三重県 神木鈴花の場合   | 第二幕                        | 大町生     | 大町生          | 諸貫哲朗 南方麻奈美                     |
| 17   | Episode 5 三重県 神木鈴花の場合   | 第三幕                        | 大町生     | 大町生 岡本良平 | 南方麻奈美                              |
| 18   | Episode 6 熊本県 有明煉華の場合   | 第一幕                        | 北久保弘之 | 池田智美        | 星野玲香                                |
| 19   | Episode 6 熊本県 有明煉華の場合   | 第二幕                        | 北久保弘之 | 池田智美        | 星野玲香                                |
| 20   | Episode 6 熊本県 有明煉華の場合   | 第三幕                        | 北久保弘之 | 池田智美        | 星野玲香                                |
| 21   | Episode 7 京都府 近衛めぶきの場合 | 第一幕                        | 北久保弘之 | 大野木彩乃      | 川元まりこ                              |
| 22   | Episode 7 京都府 近衛めぶきの場合 | 第二幕                        | 北久保弘之 | 池田智美        | 星野玲香                                |
| 23   | Episode 7 京都府 近衛めぶきの場合 | 第三幕                        | 北久保弘之 | 大野木彩乃      | 木野下澄江                              |
| 24   | Episode 7 京都府 近衛めぶきの場合 | 第四幕                        | 北久保弘之 | 池田智美        | 星野玲香                                |
| 25   | Episode 7 京都府 近衛めぶきの場合 | 第五幕                        | 北久保弘之 | 大野木彩乃      | 川元まりこ                              |
| 26   | Episode 8 島根県 榊天音の場合     | Episode 8 島根県 榊天音の場合 | 北久保弘之 | 北久保弘之      | 川元まりこ 南方麻奈美                   |

### 放送局
| 放送地域 | 放送局             | 放送期間                | 放送日時           | 放送系列   | 備考                             |
| -------- | ------------------ | ----------------------- | ------------------ | ---------- | -------------------------------- |
| 東京都   | TOKYO MX           | 2014年4月8日 - 9月30日  | 火曜 21:55 - 22:00 | 独立局     | リピート放送あり                 |
| 日本全域 | dアニメストア      | 2014年4月9日 -          | 不定期更新         | ネット配信 | 見放題サービス利用者は全話見放題 |
| 日本全域 | BS11               | 2014年4月10日 - 10月2日 | 木曜 23:54 - 24:00 | BS放送     | 『ANIME+』枠                     |
| 日本全域 | バンダイチャンネル | 2014年4月15日 -         | 火曜 12:00 更新    | ネット配信 | 毎月1episodeずつ配信             |
| 日本全域 | GYAO!              |                         | 水曜 0:00 更新     | ネット配信 |                                  |
| 日本全域 | AT-X               | 2014年5月4日 - 10月26日 | 日曜 18:55 - 19:00 | CS放送     | リピート放送あり                 |

- ニコニコ生放送では隔週配信の情報番組「まほテレ」内でも2話放送している。
- 最終回の9月30日はニコニコ生放送で『まほテレスペシャル』として全話一挙放送。

### 応援番組
『まほテレ』は、2014年4月30日から臨月水曜日21:30より、ニコニコチャンネルおよびAmebaStudio（アメスタ）で放送のテレビアニメ応援番組。番組ナビゲーターは冨岡美沙子、村川梨衣。

## 漫画
『カラスマ0条探題 -魔法少女大戦-』のタイトルで『月刊コミックガム』（ワニブックス）2014年6月号より2015年4月号まで連載された（5月号は予告編を掲載）。作画はTNSKが担当する。pixivコミックでオンライン試し読みも可能であった。全2巻。
また、『ComicWalker』(KADOKAWA)にて、各県のデザインを務めたクリエイターによるコミカライズ「魔法少女大戦 宮城県 青葉鳴子の場合」(作画・山口カエ)、「魔法少女大戦 東京都 小張凜の場合」(作画・おちゃう)、「魔法少女大戦 熊本県 有明煉華の場合」(作画・もちきん)、「魔法少女大戦 石川県 犬鷲由里の場合」(作画・アオジ)、「魔法少女大戦 広島県 宮門みわの場合」(作画・いぬもと)が2014年3月21日から同年8月5日まで掲載された。
4コマアンソロジー『魔法少女大戦だョ!全員集合』。発行ユーメイド。全1巻。

## 小説
『東京地下廻路（アンダーサーキット） 〜魔法少女大戦〜』が2014年9月25日にオーバーラップ文庫から発売。執筆は小林雄次（イラスト・おちゃう）が担当。